# Tabac oriental

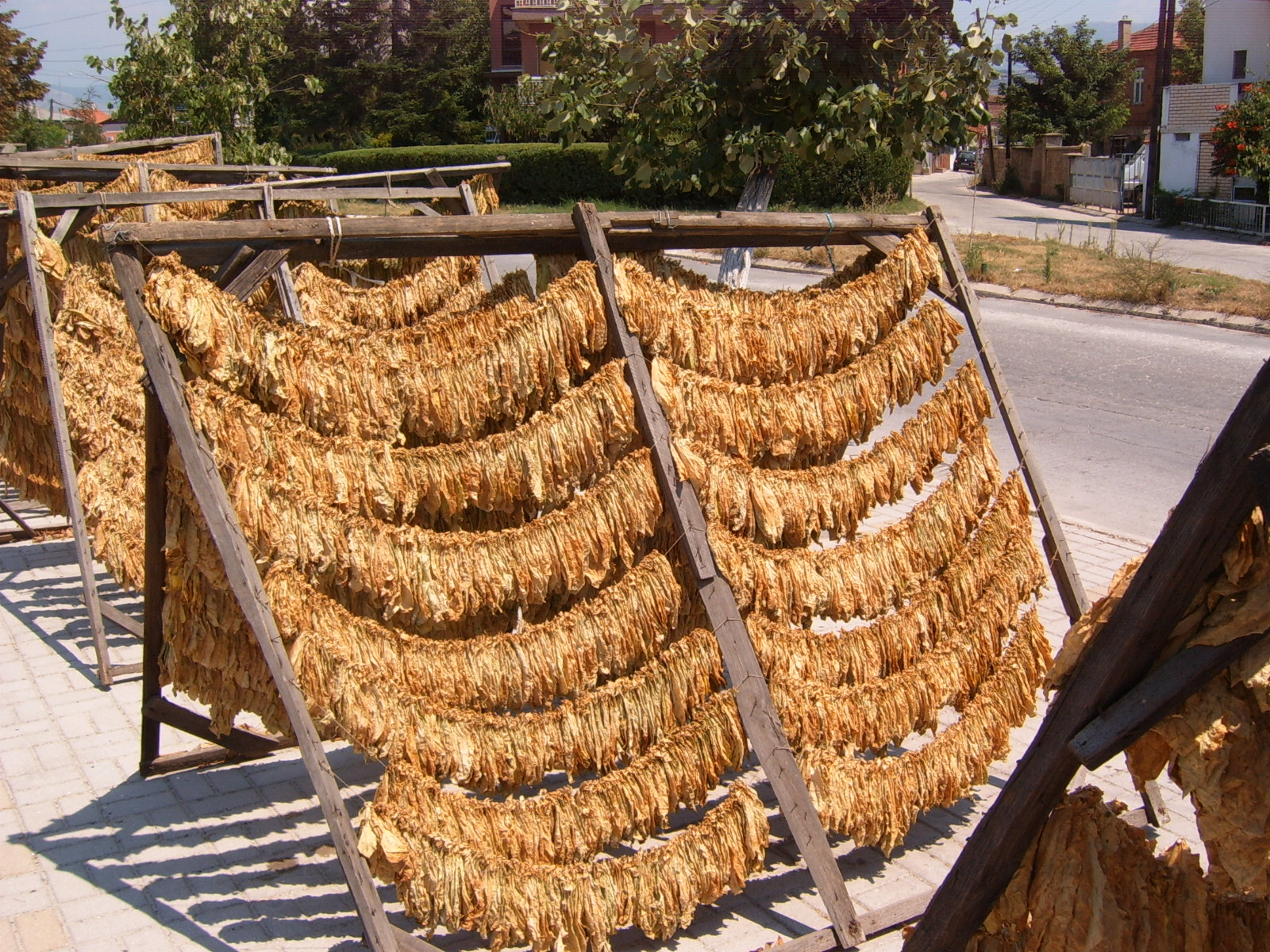
Séchage du tabac dans les rues de Prilep, en Macédoine du Nord.

Le tabac oriental, tabac d'orient ou tabac turc, est une variété de tabac. Elle est notamment reconnue pour ses arômes plus prononcés que les autres variétés de tabac. Il s’agit d’une variété à petites feuilles, séchées au soleil. Historiquement, il était cultivé en Thrace et en Macédoine ; sa culture s'étend maintenant de la Grèce aux côtes turques de la mer Noire, en incluant la Bulgarie et la Macédoine du Nord. Le tabac oriental est également cultivé en Égypte et en Afrique du Sud. 

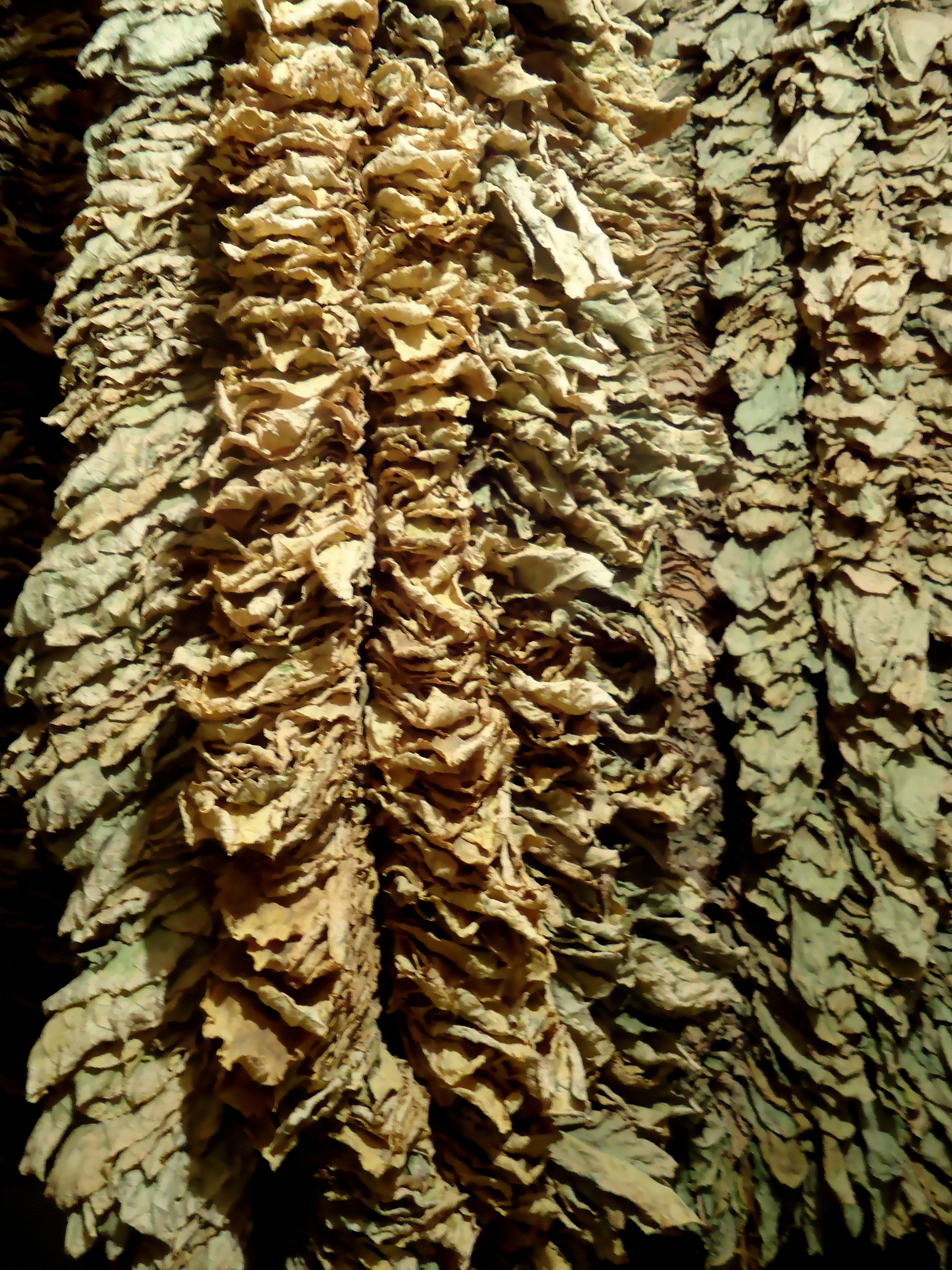
Des piles de tabac oriental séché à Prilep.

Le tabac oriental est souvent dénommé « tabac turc » en raison de sa culture historique dans les régions appartenant à l’Empire ottoman, et ce jusqu’à la fin du XIXe et au début du XXe siècle.
Le tabac turc contient moins de nicotine et d'éléments cancérogènes que les autres variétés de tabac, mais est plus riche en sucre.

## Histoire

In the harem, jeune femme en tenue turque fumant et tenant une boite de cigarettes, 1900.

Originaire de l'Amérique, le tabac a été présenté aux Turcs de l’Empire ottoman par les Espagnols. Au fil du temps, le peuple ottoman a développé sa propre méthode de culture et d’usage du tabac. 
Les plants de tabac oriental ont généralement un plus grande nombre de feuilles de plus petite taille, des différences qui peuvent être attribuées au climat, au sol, aux méthodes de culture et de traitement des plantes.
Les feuilles de tabac oriental sont généralement séchées au soleil, ce qui rend le tabac plus aromatique, avec une teneur élevée en sucre et faible en nicotine. Le séchage à l’air fait du tabac oriental un tabac plus acide que les autres variétés, une caractéristique mieux adaptée à la production de cigarettes.
Les cigarettes de plusieurs des premiers fabricants de tabac étaient entièrement composées de tabac oriental. Les cigarettes contenant uniquement du tabac oriental, telles que les Murad, Fatima, Helmar, Balkan Sobranie ou Fribourg & Treyer et Sullivan Powell de Londres, ne sont toutefois plus disponibles.

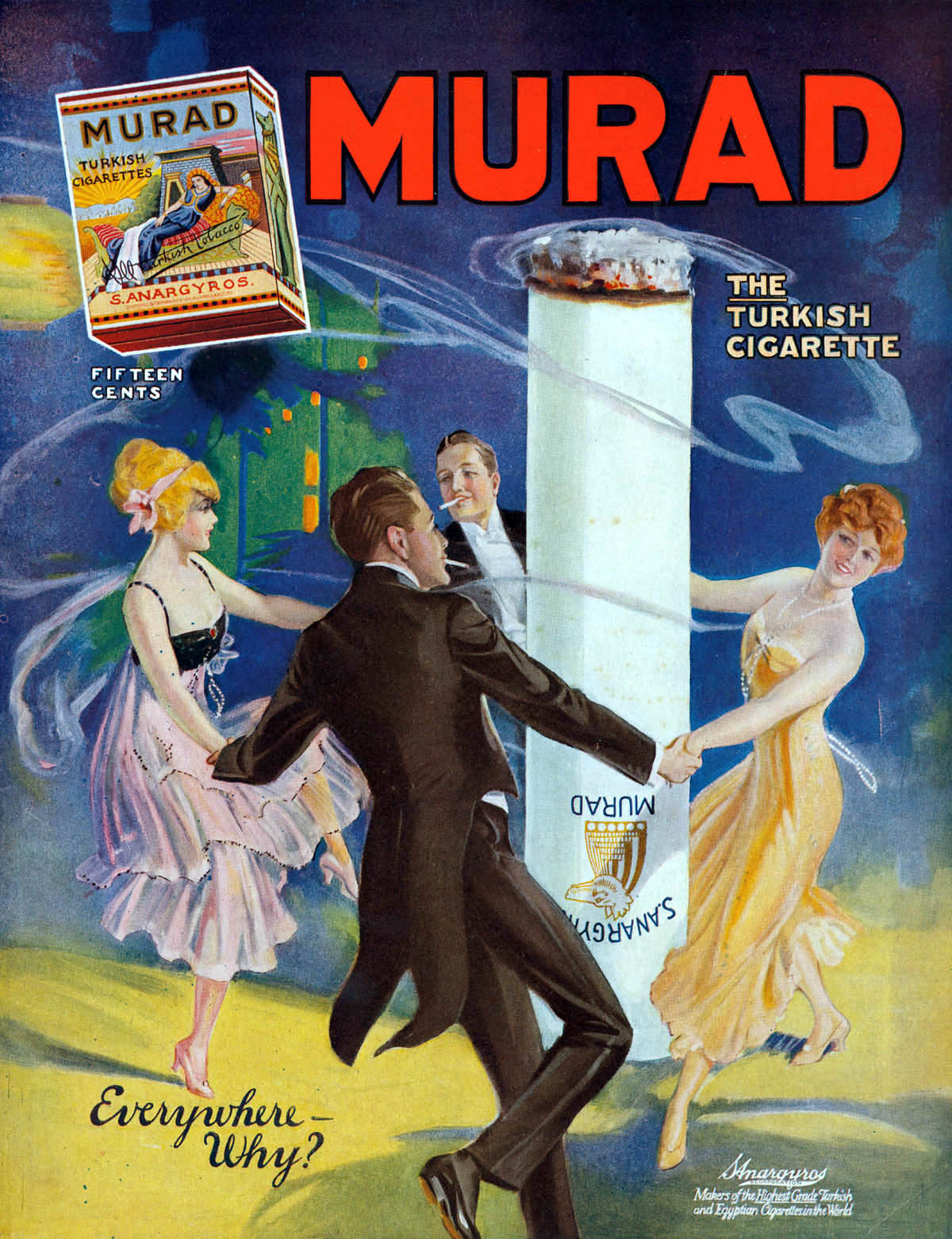
Publicité des cigarettes Murad par Rea Irvin, 1900.
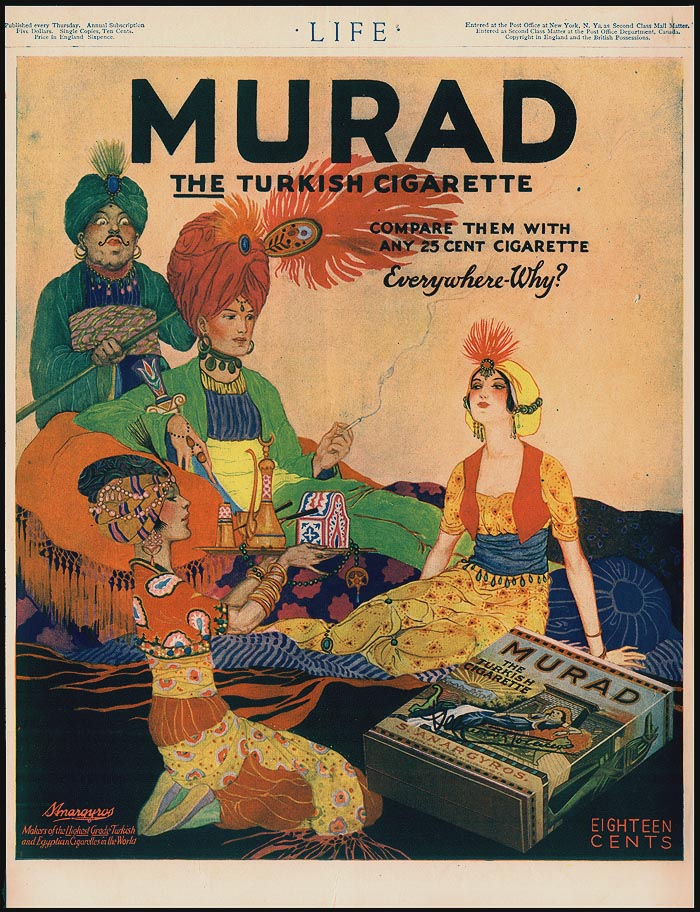
Publicité pour les cigarettes Murad par Rea Irvin, 1918.
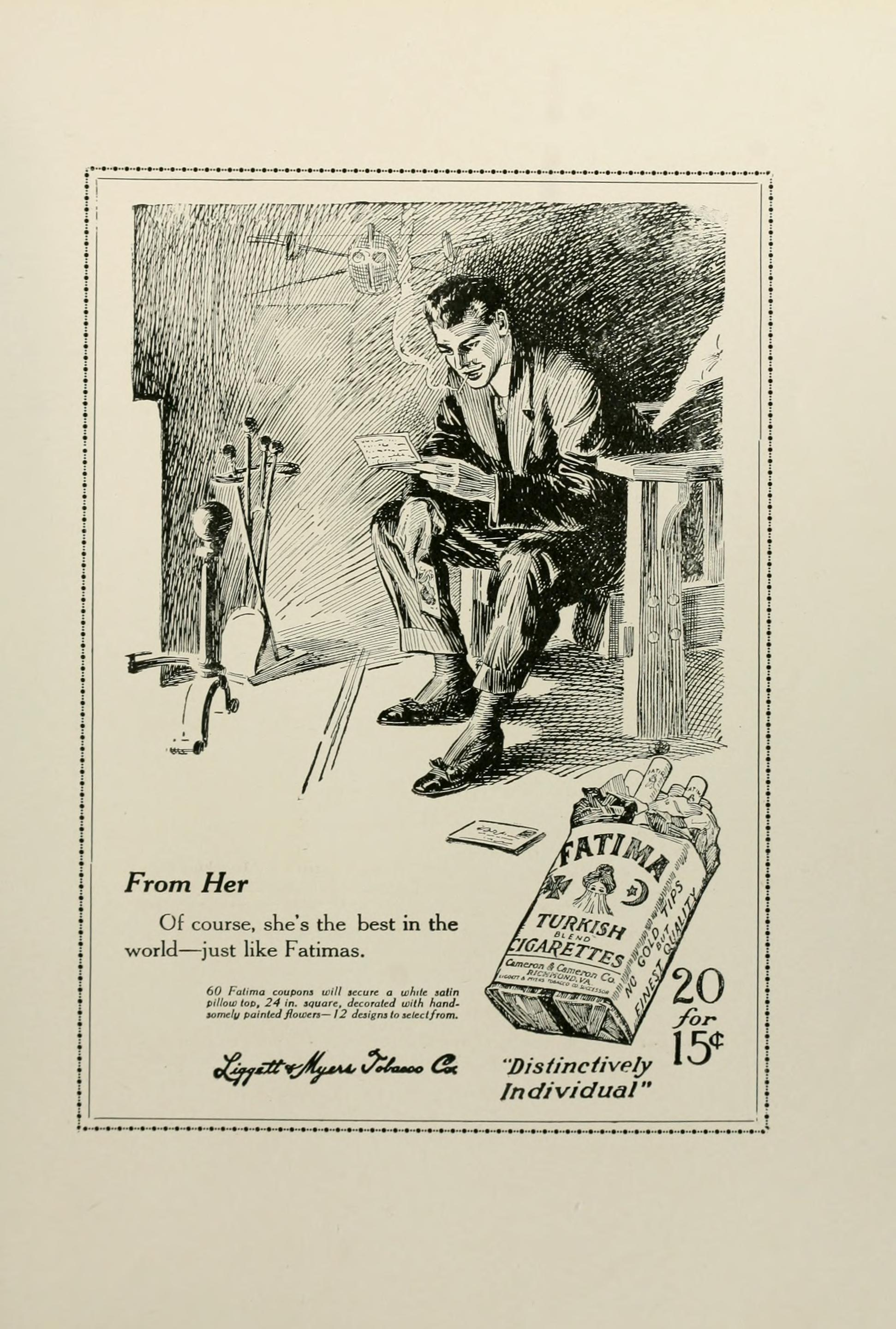
Publicité pour la marque Fatima, 1913.
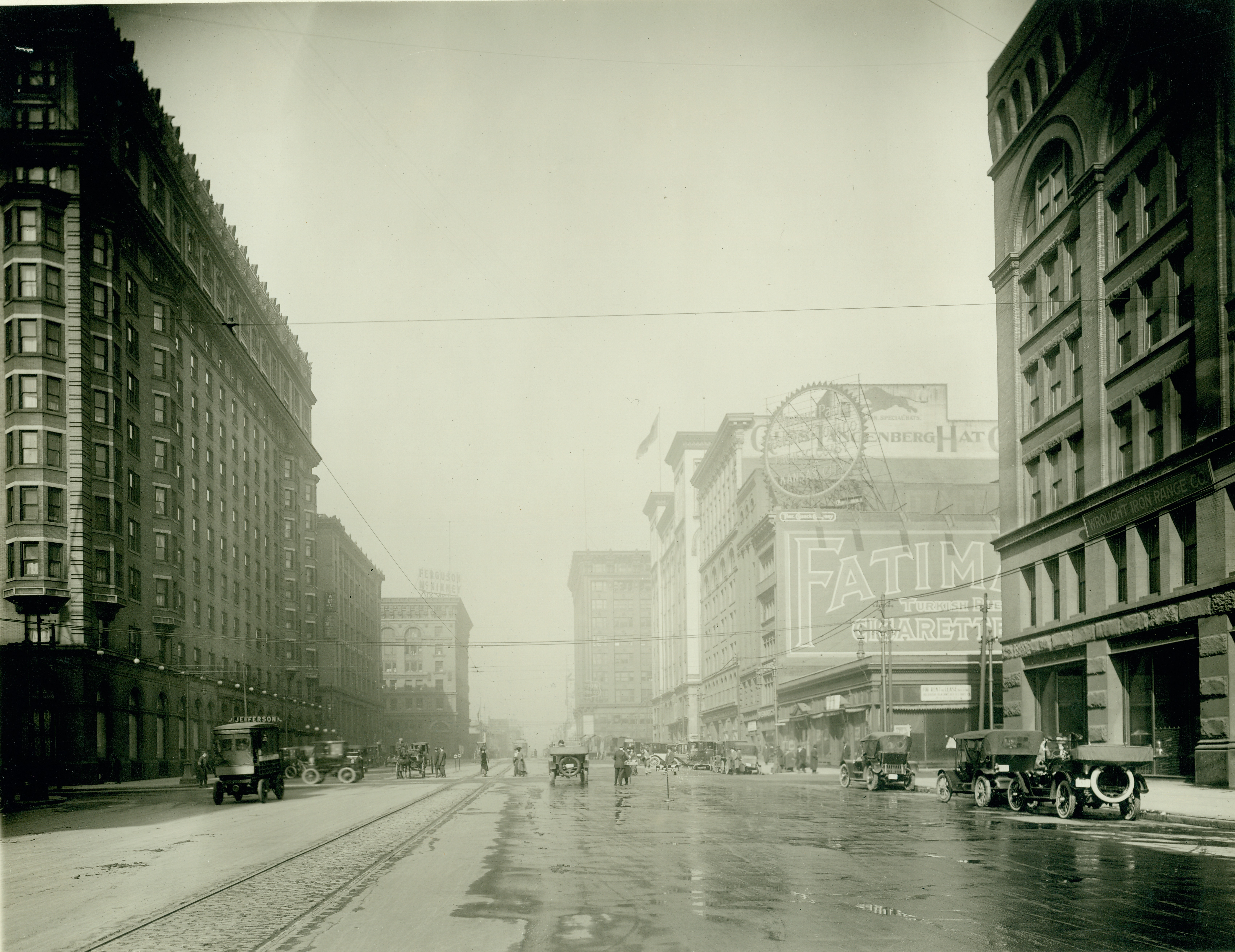
Publicité murale pour la marque Fatima à Saint-Louis (Missouri) vers 1914.

Les années 1910 correspondent à une certaine mystification de la cigarette par la publicité. C'est aussi les débuts de la cigarette Murad (en), entreprise de cigarettes de tabac turc roulées à la main, créée à New-York par un immigré d'origine grecque, présente pendant plus de 50 ans mais aujourd'hui disparue.
En effet, après la Première Guerre mondiale, les consommateurs se tournent progressivement vers les cigarettes américaines, composées de tabac de Virginie ou Burley.

## Mélanges: l'American Blend

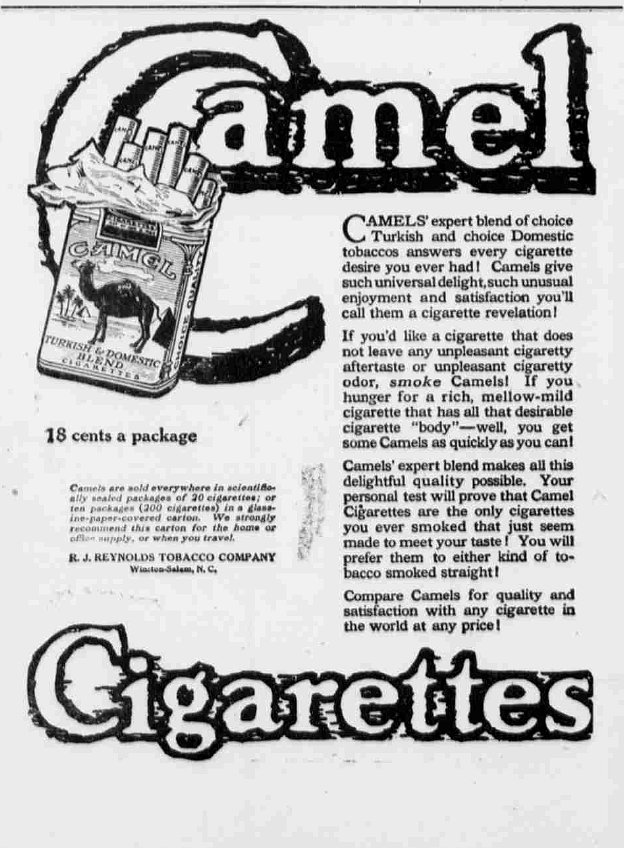
Publicité de 1913. « Le savant mélange de tabacs turc et américain sélectionnés est la meilleure réponse à tous les désirs de cigarette que vous ayez jamais eus ! »

Cependant, certains mélanges de cigarettes contenant du tabac oriental existent toujours, telles que la cigarette American Blend, qui utilise du tabac oriental (à hauteur de 10 à 15 %), mélangé à du tabac plus corsé comme le tabac de Virginie ou le Burley. 
Le tabac des cigarettes Camel, marque créée en 1913, est constitué d'un mélange de tabac turc et américain afin d'en faire des cigarettes plus douces à fumer.
L’utilisation du tabac oriental s’étend toutefois au-delà des cigarettes et sert comme composante dans plusieurs mélanges de tabac à pipe.
Malgré une demande toujours élevée, la capacité de culture et de traitement du tabac oriental reste limitée.
Le tabac oriental est l'un des types de tabac les plus chers dans les mélanges de cigarettes, c'est la raison pour laquelle certains mélanges pourtant estampillés "American Blend " n'en utilisent plus, et sont en réalité des mélanges de Tabac de Virginie et de tabac White Burley.